# Olympische Sommerspiele 1968/Fußball – Gruppe D
Spiele der Gruppe D des olympischen Fußballturniers 1968.

Die beiden Gruppensieger qualifizierten sich für das Viertelfinale.
| Pl. | Land             | Sp. | S | U | N | Tore    | Diff. | Punkte |
| --- | ---------------- | --- | - | - | - | ------- | ----- | ------ |
| 1.  | Bulgarien        | 3   | 2 | 1 | 0 | 011:300 | +8    | 05     |
| 2.  | Guatemala        | 3   | 2 | 0 | 1 | 006:300 | +3    | 04     |
| 3.  | Tschechoslowakei | 3   | 1 | 1 | 1 | 010:300 | +7    | 03     |
| 4.  | Thailand         | 3   | 0 | 0 | 3 | 001:190 | −18   | 0      |

## Guatemala – Tschechoslowakei 1:0 (1:0)
| Guatemala                                                      | Guatemala | Tschechoslowakei | Tschechoslowakei |
| -------------------------------------------------------------- | --- | --- | ---------------- |
| Guatemala                                                      | \| 1. Spieltag \| \| 14. Oktober 1968 um 12:00 Uhr in Guadalajara (Estadio Jalisco) \| \| Schiedsrichter: Romualdo Arppi Filho ( Brasilien) \|                                                    | \| 1. Spieltag \| \| 14. Oktober 1968 um 12:00 Uhr in Guadalajara (Estadio Jalisco) \| \| Schiedsrichter: Romualdo Arppi Filho ( Brasilien) \|                                                                                    | Tschechoslowakei |
| Guatemala                                                      | Julio Rodolfo García – Alberto Lopéz Oliva, Llijon León – Roberto Camposeco, Hugo Montoya, Cesar Melgar – Jorge Roldán , Hugo Torres, Rolando Valdez, Hugo Peña, David Stokes (46. Nelson Melgar) | Antonín Kramerius – Jiří Večerek , Stanislav Jarábek – Peter Mutkovič, Josef Bouška, Josef Linhart – Stanislav Štrunc, Ladislav Petráš, Dušan Bartovič (72. Ladislav Pajerchin), Pavel Stratil (55. Mikuláš Krnáč), Miroslav Kráľ | Tschechoslowakei |
| Guatemala                                                      | 1:0 Stokes (28.) | | Tschechoslowakei |
| Guatemala                                                      | Platzverweise: Peña (82.), Torres (89.) | Verwarnung: Jarábek Platzverweis: Jarábek (88.) | Tschechoslowakei |
| 1. Spieltag                                                    | | |                  |
| 14. Oktober 1968 um 12:00 Uhr in Guadalajara (Estadio Jalisco) | | |                  |
| Schiedsrichter: Romualdo Arppi Filho ( Brasilien)              | | |                  |

## Bulgarien – Thailand 7:0 (1:0)
| Bulgarien                                                | Bulgarien | Thailand | Thailand |
| -------------------------------------------------------- | --- | --- | -------- |
| Bulgarien                                                | \| 1. Spieltag \| \| 14. Oktober 1968 um 12:00 Uhr in León (Estadio Nou Camp) \| \| Schiedsrichter: Guillermo Velásquez ( Kolumbien) \| | \| 1. Spieltag \| \| 14. Oktober 1968 um 12:00 Uhr in León (Estadio Nou Camp) \| \| Schiedsrichter: Guillermo Velásquez ( Kolumbien) \| | Thailand |
| Bulgarien                                                | Stojan Jordanow – Atanas Gerow, Georgi Christakiew – Milko Gajdarski, Kiril Iwkow, Iwajlo Georgiew – Petar Schekow (70. Iwan Safirow), Atanas Christow Michajlow (77. Ewgeni Jantschowski), Georgi Wassilew, Asparuch Nikodimow, Michail Gjonin | Saravuth Pathipakornichai – Narong Sangkasuwan, Yongyouth Sangkagowit – Chirawat Pimpawatin, Paiboon Unyapo, Chatchai Paholpat, Udomslip Sornbutnark – Nivatana Sesawasdi (70. Vichai Sanghamkichakul), Suphot Panich (46. Pradem Muangkasem), Boonlert Nilpirom, Kriengsak Nukulsompratana | Thailand |
| Bulgarien                                                | 1:0 Gjonin (25.) 2:0 Schekow (55.) 3:0 Christow (56.) 4:0 Christow (61.) 5:0 Zafirow (73.) 6:0 Nikodimow (85.) 7:0 Iwkow (88.) | | Thailand |
| 1. Spieltag                                              | | |          |
| 14. Oktober 1968 um 12:00 Uhr in León (Estadio Nou Camp) | | |          |
| Schiedsrichter: Guillermo Velásquez ( Kolumbien)         | | |          |

## Bulgarien – Tschechoslowakei 2:2 (1:2)
| Bulgarien                                                      | Bulgarien | Tschechoslowakei | Tschechoslowakei |
| -------------------------------------------------------------- | --- | --- | ---------------- |
| Bulgarien                                                      | \| 2. Spieltag \| \| 16. Oktober 1968 um 15:30 Uhr in Guadalajara (Estadio Jalisco) \| \| Schiedsrichter: Abel Aguilar Elizalde ( Mexiko) \|                                                                            | \| 2. Spieltag \| \| 16. Oktober 1968 um 15:30 Uhr in Guadalajara (Estadio Jalisco) \| \| Schiedsrichter: Abel Aguilar Elizalde ( Mexiko) \|                                                                                     | Tschechoslowakei |
| Bulgarien                                                      | Stojan Jordanow – Atanas Gerow, Georgi Christakiew – Kiril Christow, Kiril Iwkow, Iwajlo Georgiew – Petar Schekow , Atanas Christow Michajlow, Jantscho Dimitrow (46. Asparuch Nikodimow), Iwan Safirow, Michail Gjonin | Antonín Kramerius (72. Július Holeš) – Jiří Večerek , Jaroslav Boroš – Peter Mutkovič, Josef Bouška, Josef Linhart – Jaroslav Findejs (57. Dušan Bartovič), Ladislav Petráš, Ladislav Pajerchin, Jozef Jarabinský, Miroslav Kráľ | Tschechoslowakei |
| Bulgarien                                                      | 1:2 Georgiew (44.) 2:2 Schekow (77.) | 0:1 Jarabinský (25.) 0:2 Petráš (42.) | Tschechoslowakei |
| Bulgarien                                                      | Verwarnung: Iwkow | Verwarnungen: Petráš, Bartovič, Pajerchin | Tschechoslowakei |
| 2. Spieltag                                                    | | |                  |
| 16. Oktober 1968 um 15:30 Uhr in Guadalajara (Estadio Jalisco) | | |                  |
| Schiedsrichter: Abel Aguilar Elizalde ( Mexiko)                | | |                  |

## Guatemala – Thailand 4:1 (1:1)
| Guatemala                                                | Guatemala | Thailand | Thailand |
| -------------------------------------------------------- | --- | --- | -------- |
| Guatemala                                                | \| 2. Spieltag \| \| 16. Oktober 1968 um 15:30 Uhr in León (Estadio Nou Camp) \| \| Schiedsrichter: Jean Louis Faber ( Guinea) \| | \| 2. Spieltag \| \| 16. Oktober 1968 um 15:30 Uhr in León (Estadio Nou Camp) \| \| Schiedsrichter: Jean Louis Faber ( Guinea) \| | Thailand |
| Guatemala                                                | Ignacio González – Alberto Lopéz Oliva, Llijon León – Horacio Hasse, Hugo Montoya, Luis Villavicencio – Jorge Roldán , José Antonio García (46. Jeron Slusher), Rolando Valdez, Nelson Melgar, Edgar Chacón (51. Ricardo Alexander Clark) | Chow On Lam – Narong Sangkasuwan, Yongyouth Sangkagowit (46. Vichai Sanghamkichakul) – Chirawat Pimpawatin, Paiboon Unyapo, Chatchai Paholpat, Udomslip Sornbutnark – Nivatana Sesawasdi (67. Snong Chaiyong), Suphot Panich , Boonlert Nilpirom, Kriengsak Nukulsompratana | Thailand |
| Guatemala                                                | 1:0 Melgar (23.) 2:1 Roldán (55.) 3:1 Lopéz Oliva (67.) 4:1 Melgar (85.) | 1:1 Sornbutnark (44.) | Thailand |
| Guatemala                                                | Platzverweis: Hasse (60.) | Verwarnung: Sangkasuwan Platzverweis: Paholpat (52.) | Thailand |
| 2. Spieltag                                              | | |          |
| 16. Oktober 1968 um 15:30 Uhr in León (Estadio Nou Camp) | | |          |
| Schiedsrichter: Jean Louis Faber ( Guinea)               | | |          |

## Tschechoslowakei – Thailand 8:0 (6:0)
| Tschechoslowakei                                               | Tschechoslowakei | Thailand | Thailand |
| -------------------------------------------------------------- | --- | --- | -------- |
| Tschechoslowakei                                               | \| 3. Spieltag \| \| 18. Oktober 1968 um 15:30 Uhr in Guadalajara (Estadio Jalisco) \| \| Schiedsrichter: Felipe Elcuaz ( Mexiko) \|                                                                                           | \| 3. Spieltag \| \| 18. Oktober 1968 um 15:30 Uhr in Guadalajara (Estadio Jalisco) \| \| Schiedsrichter: Felipe Elcuaz ( Mexiko) \| | Thailand |
| Tschechoslowakei                                               | Antonín Kramerius – Jiří Večerek, Stanislav Jarábek – Peter Mutkovič, Josef Bouška, Josef Linhart – Ladislav Petráš, Pavel Stratil (63. Mikuláš Krnáč), Ladislav Pajerchin, Miloš Herbst (42. Stanislav Štrunc), Miroslav Kráľ | Saravuth Pathipakornichai – Narong Sangkasuwan, Yongyouth Sangkagowit – Chirawat Pimpawatin, Paiboon Unyapo, Narong Thongpleow, Udomslip Sornbutnark (36. Kriengsak Vimolsate) – Suphot Panich , Boonlert Nilpirom, Kriengsak Nukulsompratana, Vichai Sanghamkichakul | Thailand |
| Tschechoslowakei                                               | 1:0 Herbst (12.) 2:0 Petráš (17.) 3:0 Petráš (18.) 4:0 Stratil (28.) 5:0 Stratil (34.) 6:0 Večerek (38.) 7:0 Petráš (67.) 8:0 Krnáč (83.)                                                                                      | | Thailand |
| Tschechoslowakei                                               | Verwarnung: Kráľ | | Thailand |
| 3. Spieltag                                                    | | |          |
| 18. Oktober 1968 um 15:30 Uhr in Guadalajara (Estadio Jalisco) | | |          |
| Schiedsrichter: Felipe Elcuaz ( Mexiko)                        | | |          |

## Bulgarien – Guatemala 2:1 (1:0)
| Bulgarien                                                | Bulgarien | Guatemala | Guatemala |
| -------------------------------------------------------- | --- | --- | --------- |
| Bulgarien                                                | \| 3. Spieltag \| \| 18. Oktober 1968 um 15:30 Uhr in León (Estadio Nou Camp) \| \| Schiedsrichter: Raúl Osorio Castillo ( Mexiko) \| | \| 3. Spieltag \| \| 18. Oktober 1968 um 15:30 Uhr in León (Estadio Nou Camp) \| \| Schiedsrichter: Raúl Osorio Castillo ( Mexiko) \|                                                | Guatemala |
| Bulgarien                                                | Stojan Jordanow – Atanas Gerow, Georgi Christakiew – Milko Gajdarski, Kiril Iwkow, Iwajlo Georgiew – Atanas Christow Michajlow, Georgi Wassilew (50. Zwetan Wesselinow), Asparuch Nikodimow, Georgi Iwanow (52. Petar Schekow), Michail Gjonin | Julio Rodolfo García – Alberto Lopéz Oliva, Llijon León – Roberto Camposeco, Hugo Montoya, Luis Villavicencio – Jorge Roldán , Hugo Torres, Jeron Slusher, Rolando Valdez, Hugo Peña | Guatemala |
| Bulgarien                                                | 1:0 Nikodimow (50.) 2:0 Schekow (84.) | 2:1 Lopéz Oliva (88.) | Guatemala |
| 3. Spieltag                                              | | |           |
| 18. Oktober 1968 um 15:30 Uhr in León (Estadio Nou Camp) | | |           |
| Schiedsrichter: Raúl Osorio Castillo ( Mexiko)           | | |           |